# نير عوز
نير عوز (بالعبرية: ניר עוז) هو كيبوتس في جنوب إسرائيل. يقع في شمال غرب صحراء النقب بين ماجن ونيريم ومن الجنوب الغربي خط الهدنة ومنطقة خزاعة وبني سهيلا وعبسان الكبيرة بفارق 4 كم. ويبلغ مساحته 20 ألف دونم. وتقع نير عوز ضمن اختصاص المجلس الأقليمي إشكول.  في عام 2021 كان عدد سكانها 393 نسمة.

## التاريخ
تأسست في 1 أكتوبر 1955 لتكن من مستوطنات ناحال، ومُنحت صفة كيبوتس بعد شهرين. وفقًا لأحد السكان الذي يُدعى شلومو مارجاليت في عام 2013، كانت هناك موشاف في الموقع حوالي عام 1952، "لكن قُتل عدد كبير جدًا من أعضائها على يد الفدائيين أو غادروا، لذلك حُلت".